# كلينليو (باد كاليه)
كلينليو، باد كاليه (بالفرنسية: Clenleu)‏ هي بلدية تقع في إقليم باد كاليه من منطقة نور با دو كاليه في شمال فرنسا. تبلغ مساحة هذه المدينة 7.26 (كم²)، وترتفع عن سطح البحر 71 م، يبلغ عدد سكانها 181 نسمة حسب إحصاء المعهد الوطني للإحصاء والدراسات الاقتصادية سنة 2009 م. وترأس Alain Lefrancois البلدية خلال فترة (2008-2014).